# Duolandrevus ishigaki
Duolandrevus ishigaki är en insektsart som beskrevs av Otte, D. 1988. Duolandrevus ishigaki ingår i släktet Duolandrevus och familjen syrsor. Inga underarter finns listade i Catalogue of Life.